# Platyrhachus castus
Platyrhachus castus är en mångfotingart som beskrevs av Filippo Silvestri 1895. Platyrhachus castus ingår i släktet Platyrhachus och familjen Platyrhacidae. Inga underarter finns listade i Catalogue of Life.